# Embalse del Arlanzón
El embalse del Arlanzón está ubicado en la parte oriental de la provincia de Burgos, en los términos municipales de Villasur de Herreros y Pineda de la Sierra, comunidad autónoma de Castilla y León, España. Su titular es la Confederación Hidrográfica del Duero, entidad responsable de su gestión. 

## Descripción

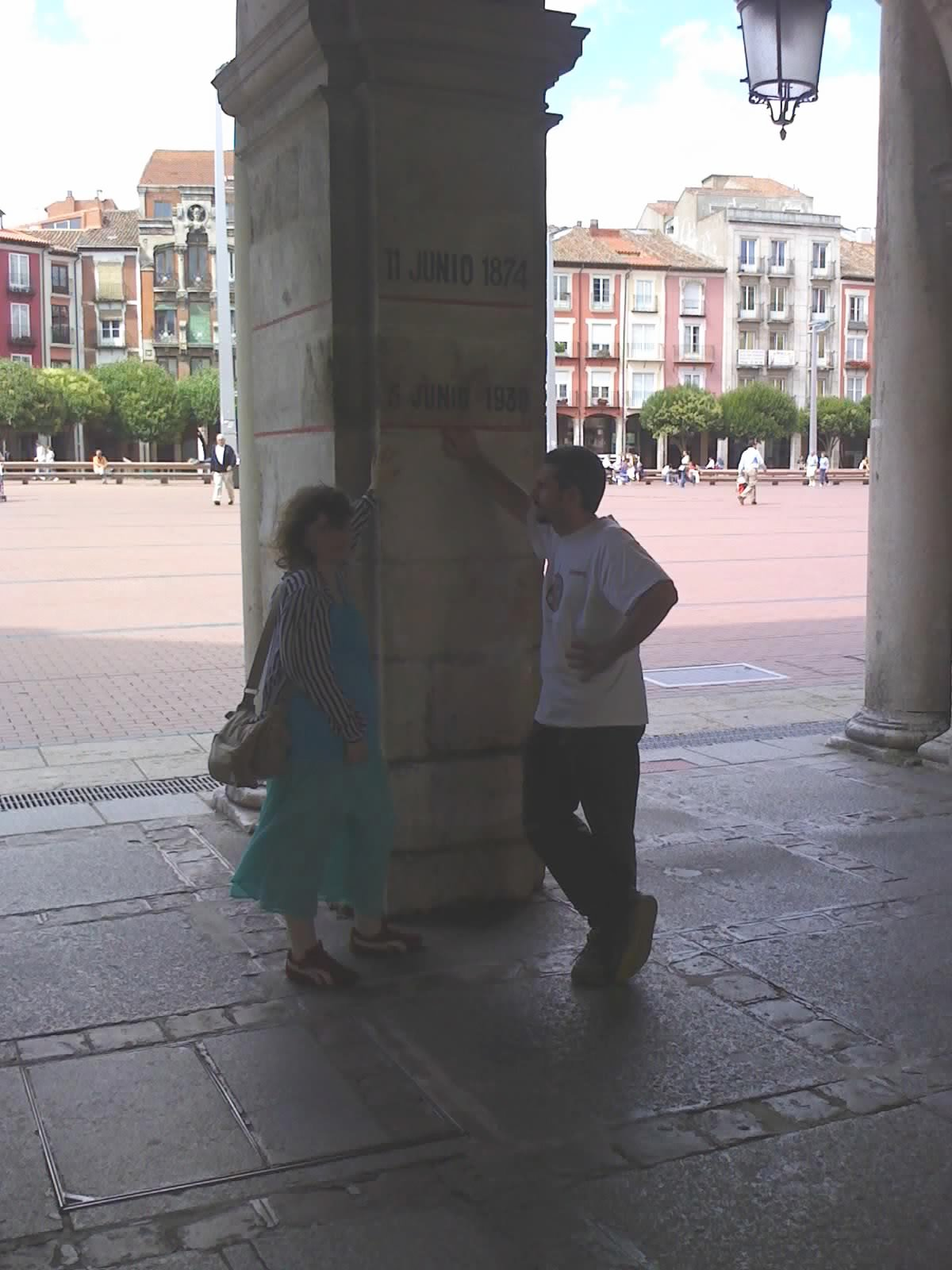
Marca del nivel máximo de las inundaciones en el arco del ayuntamiento de Burgos.

Se trata de una presa de hormigón, tipo gravedad en planta curva, construida en la cabecera de la cuenca del río Arlanzón con la función de regulación.
De esta forma, se buscaba controlar las aportaciones que recibe el río e impedir que el deshielo de la nieve procedente de la Sierra de la Demanda ocasionase importantes crecidas de caudal y se provocasen inundaciones. Y es que la ciudad de Burgos y todo el cauce bajo del río sufrieron periódicas inundaciones durante su historia (prueba de ello son las marcas que muestran la altura que alcanzó el agua en el Ayuntamiento de Burgos). Tras la inundación de 1930, se decidió la construcción de la presa. 

## Historia
Su construcción se decidió en el año 1929 y la presa terminó su construcción cuatro años más tarde. 
Esta solución no fue suficiente, pues su capacidad de 22 millones de metros cúbicos no cubría las deficiencias del suministro. Se optó por realizar un segundo embalse impulsado por el “Proyecto de construcción de la Presa de Úzquiza en el río Arlanzón” en 1967, proyecto este que no terminó de cuajar. 
Fue ya en el año 1983 cuando se realizó el embalse de Úzquiza, a escasos kilómetros del de Arlanzón. 
A día de hoy, ambos embalses se gestionan conjuntamente para realizar el abastecimiento a la comarca de Burgos. La regulación principal del río Arlanzón se realiza en el más moderno embalse de Úzquiza.